# Juanma Pagazaurtundua
Juanma Pagazaurtundua Uriarte és un productor de cinema espanyol. Originari de Bilbao, ha treballat com a productor audiovisual de Morgan Films. Ha estat productor executiu de pel·lícules d'Álex de la Iglesia (800 balas i Crimen ferpecto), director de producción de Martín (Hache) d'Adolfo Aristarain i Cosas que dejé en La Habana de Manuel Gutiérrez Aragón, entre d'altres. Ha estat nominat al Goya a la millor direcció de producció el 2000 per La comunidad i el 2004 per Crimen ferpecto. Des de 2002 és membre de l'Acadèmia de les Arts i les Ciències Cinematogràfiques d'Espanya.

## Filmografia
- 2018: El hijo del acordeonista
- 2017: Operación Concha
- 2016: Igelak (granotes)
- 2014; Lasa y Zabala[4]
- 2013: La vida inesperada
- 2012: Bypass
- 2011: Lo mejor de Eva
- 2010: Di Di Hollywood
- 2010: Bon appétit
- 2009: La máquina de pintar nubes
- 2009: Tumbas abiertas
- 2004: Crimen ferpecto
- 2002: 800 balas
- 2001: Juego de Luna
- 2000: La comunidad
- 1998: Mensaka
- 1997: La fabulosa historia de Diego Marín
- 1997: Cosas que dejé en La Habana
- 1997: Martín (Hache)
- 1996: Calor... y celos
- 1995: Hotel y domicilio
- 1991: Todo por la pasta